# Oberramsern
Oberramsern est une localité de Messen et une ancienne commune suisse du canton de Soleure. Depuis le 1er janvier 2010, la commune d'Oberramsern a intégré la commune de Messen comme Brunnenthal et Balm bei Messen. Son ancien numéro OFS est le 2460.

## Monument
- « Speicher » de style baroque de 1741 (a été l'objet d'un timbre de 85+40 centimes de la poste pour Pro Patria en 2004.